# Stepanova pamjatka
Stepanova pamjatka (russisk: Степанова памятка) er en sovjetisk spillefilm fra 1977 af Konstantin Jersjov.

## Medvirkende
- Larisa Tjikurova
- Gennadij Jegorov som Stepan
- Irina Gubanova som Nastja
- Natalja Andrejtjenko som Tanjusjka
- Igor Kostolevskij som Vasilij Turtjaninov